# Heinz Rosenmüller
Heinz Martin Rosenmüller (* 15. September 1903 in Dresden; † 4. November 1950 in Waldheim) war ein deutscher Jurist, der in den Waldheimer Prozessen zum Tode verurteilt wurde.
Rosenmüller studierte Rechtswissenschaft und promovierte im Anschluss. Er trat zum 1. Mai 1933 in die NSDAP ein (Mitgliedsnummer 1.910.022) und war 1933 bis 1939 in Bautzen als Staatsanwalt tätig, dann bis 1942 beim Generalstaatsanwalt in Dresden. Von 1942 bis 1945 war er am Sondergericht Dresden eingesetzt, wo er Verfahren wegen Hören von Feindsendern, verbotenen Umgangs mit „Fremdarbeitern“, „Blutschande“ oder Verstößen gegen das Heimtückegesetz befasst war. In 15 dieser Verfahren beantragte er Todesurteile, die auch verhängt und vollstreckt wurden. Er war außerdem als Journalist tätig.
Aufgrund seiner Beteiligung an Todesurteilen wurde er in einem sowjetischen Speziallager interniert und im Frühjahr 1950 den ostdeutschen Behörden übergeben. In den Waldheimer Prozessen wurde er vom Landgericht Chemnitz am 24. Mai 1950 zum Tode verurteilt, das Oberlandesgericht Dresden bestätigte das Urteil am 5. Juli 1950. Verteidiger und eine Beweisaufnahme gab es vor dem Landgericht nicht, Entlastungszeugen wurden nicht gehört, die Öffentlichkeit ausgeschlossen, als Grundlage diente nur ein Protokoll der sowjetischen Behörden. Die Hinrichtung erfolgte in der Nacht vom 4. zum 5. November. Insgesamt wurden 32 Todesurteile verhängt, davon mindestens 22 am selben Tag vollstreckt. Die Hinrichtungen wurden geheim gehalten, auf sämtlichen Totenscheinen ist „Herz- und Kreislaufinsuffizienz“ als Todesursache vermerkt. Laut den Akten wurden Giftspritzen eingesetzt.
Bei der Prozessführung galt die Anweisung des Untersuchungsleiters vom 19. April 1950: „Dabei darf keine Rücksicht darauf genommen werden, welches Material vorhanden ist, sondern man muss die zu verurteilende Person ansehen. Urteile unter 10 Jahren dürfen nicht gefällt werden, wobei es heute unwichtig ist, ob diese Strafen auch verbüßt werden. Formale Gesichtspunkte dürfen dabei keine Rolle spielen. Wichtig ist, dass infolge der bevorstehenden Wahlen der gestellte Termin von sechs Wochen unbedingt eingehalten wird. Um diese Arbeit durchzuführen, darf es keinesfalls zu einer Trennung zwischen Justiz und Polizeiorganen kommen.“
Gegen einen beisitzenden Richter des Verfahrens von 1950, Otto Jürgens (1906–1997) aus Halle, wurde 1992/93 in Leipzig ein Prozess wegen Mordes und Rechtsbeugung geführt, da kein rechtsstaatliches Verfahren geführt worden sei. Er wurde am 1. September 1993 zu zwei Jahren Haft auf Bewährung sowie einer Geldstrafe für die Opfer des Stalinismus verurteilt. Der vorsitzende Richter Jürgen Fuchs (1916–1992) hatte vorher mit seiner Frau Martha (Jüdin und ehemalige KZ-Insassin) Selbstmord durch einen Sprung aus dem 7. Stock begangen. In einem hinterlassenen Brief sah er im Fall von 1950 kein Fehlurteil. Die beisitzende Richterin am Revisionsgericht Irmgard Jendretzky, geb. Eisermann (1918–2010), die Witwe des SED-Politikers Hans Jendretzky, wurde 1997 in Leipzig auch wegen dieses Falles zu vier Jahren Haft verurteilt. Die Publizistin Daniela Dahn nahm diese Verurteilung zum Anlass für einen Angriff auf westdeutsche Übergriffe.

## Einzelbelege
1. ↑  Bundesarchiv R 9361-IX KARTEI/35631483
2. ↑  Withöft 2008, S. 100f.
3. ↑  Withöft 2008, S. 5
4. ↑  Daniela Dahn: Vertreibung ins Paradies. Hamburg 1998, S. 192 ff. Die TAZ berichtete über das Urteil am 29. November 1997 mit Genugtuung online.

| Personendaten    | Personendaten                                  |
| ---------------- | ---------------------------------------------- |
| NAME             | Rosenmüller, Heinz                             |
| ALTERNATIVNAMEN  | Rosenmüller, Heinz Martin (vollständiger Name) |
| KURZBESCHREIBUNG | deutscher Staatsanwalt                         |
| GEBURTSDATUM     | 15. September 1903                             |
| GEBURTSORT       | Dresden                                        |
| STERBEDATUM      | 4. November 1950                               |
| STERBEORT        | Waldheim                                       |